# Olof Larsson (bergmästare)
Olof Larsson, död 1684, var en svensk ämbetsman.

## Biografi
Olof Larsson innehade under lång tid befattningar i administrationen av Sveriges gruv- och metallnäringar. Han utsågs 1637 till notarie vid Stora Kopparbergs bergslag och blev där från 1639 skrivare. Larsson utsågs av Bergskollegium till bergmästare i Övre Österbergslagen och Uppland 1653. Hans ansvar utvidgades med Nedre Österbergslagen från 1654. Larsson utsågs 1661 till bergmästare i Västerbergslagen och blev därefter 1668 bergmästare vid Stora Kopparbergs bergslag. Han lämnade tjänsten som bergmästare 1674 och utsågs då till e.o. assessor i Begskollegium. Från 1669 var Olof Larsson borgmästare i Falun.
Han drev också egna verksamheter i gruv- och metallnäringarna, bland annat Lövåsens silvergruva och Högbo bruk.